# 池沼公鱼
池沼公鱼（学名：Hypomesus olidus）为輻鰭魚綱胡瓜魚目胡瓜鱼科公鱼属的鱼类。分布于朝鲜和日本北部向北至阿拉斯加沿岸有分布以及黑龙江、图们江下游等，属于洄游性鱼类，以藻類、昆蟲等為食，在中国有陆封型种，可做為食用魚。该物种的模式产地在堪察加。
其种加词“olidus”意为“有气味的”。
它体长可达20公分。